# Kauswagan
Kauswagan là một đô thị hạng 5 ở tỉnh Lanao del Norte, Philippines. Theo điều tra dân số năm 2007, đô thị này có dân số 23.087 người.

## Các đơn vị hành chính
Kauswagan được chia ra 13 barangay.
- Bagumbayan (Poblacion)
- Bara-ason
- Cayontor
- Delabayan
- Inudaran
- Kawit Occidental
- Kawit Oriental
- Libertad
- Paiton
- Poblacion
- Tacub
- Tingintingin
- Tugar